# Cecil M. Wills
Pour les articles homonymes, voir Wills.
Cecil M. Wills, né le 30 novembre 1891 à Bristol, Gloucestershire, et mort le 12 mars 1966, est un auteur britannique de roman policier.

## Biographie
Né dans une riche famille anglaise, il est capitaine dans l’armée britannique pendant la Première Guerre mondiale.  En 1915, il épouse Gladys Aimee Fothergill Hugues, dont il aura sept enfants.
Entre 1934 et 1961, il publie plus de vingt-cinq romans policiers.  Dans son tout premier, Author in Distress, apparaît l’inspecteur Geoffrey Boscobell, un enquêteur compétent et très humain qui parvient toujours à démasquer d’habiles criminels au grand dam de son supérieur immédiat. Au fil de ses aventures, ses succès répétés le font monter en grade et, dans Le Meurtre du chamois, il est finalement nommé superintendant de Scotland Yard. Dans les trois derniers titres où il est présent, il fait équipe avec le jeune sergent Roger Ellerdine, un moyen pour Cecil M. Wills d’assurer une transition entre les deux personnages. 
En effet, de sergent qu’il était, le jeune Ellerdine devient bientôt un inspecteur chargé d’élucider des enquêtes avec l’aide du sergent "Cherry" Blossom. Dans Death in the Dark, les deux hommes s’offrent des vacances en Nouvelle-Zélande et sont plongés pour une sombre affaire d'empoisonnement racontée avec un luxe de détails pertinents sur la société du cru.

## Œuvre

### Romans

#### SérieInspecteur Geoffrey Boscobell
- Author in Distress ou Number 18 (1934)
- Death at the Pelican (1934)
- Death Treads (1935) Publié en français sous le titre La Chambre noire, Paris, Librairie des Champs-Élysées, Le Masque no 255, 1938
- Then Came the Police (1935)
- The Chamois Murder (1935) Publié en français sous le titre Le Meurtre du chamois, Paris, Librairie des Champs-Élysées, Le Masque no 219, 1936
- Fatal Accident (1936)
- Defeat of a Detective (1937)
- On the Night in Question (1937)
- A Body in the Dawn (1938)
- The Case of the Calabar Bean (1939)
- The Case of the RE Pipe (1940), Roger Ellerdine apparaît pour la première fois dans ce roman.
- The Clue of the Last Hour (1949), Roger Ellerdine est présent dans ce roman.

#### SérieSuperintendant Roger Ellerdine et sergent "Cherry" Blossom
- The Clue of the Golden Ear-Ring (1950), Geoffrey Boscobell fait une brève apparition dans ce roman.
- Who Killed Brother Treasurer? (1951)
- What Say the Jury? (1951)
- The Dead Voice (1952)
- It Pays to Die (1953)
- Death in the Dark (1955)
- The Tiger Strikes Again (1957)
- Mere Murder (1958)
- Justice in Jeopardy (1961)

#### SérieSyvester Horatio Pinkney
- The Case of the Empty Beehive (1959)
- Death of a Best Seller (1959)
- The Colonel's Foxhound (1960)

#### Autres romans
- Death on the Line (1954)
- Midsummer Murder (1956)

## Sources
- Jacques Baudou et Jean-Jacques Schleret, Le Vrai Visage du Masque, vol. 1, Paris, Futuropolis, 1984, 476 p. (OCLC 311506692), p. 435.